# ГЕС Ель-Махоне
ГЕС Ель-Махоне (27 de Septiembre) — гідроелектростанція у мексиканському штаті Сіналоа. Знаходячись після ГЕС Huites, становить нижній ступінь каскаду на річці Фуерте, яка має гирло на східному узбережжі Каліфорнійської затоки.
У межах проекту річку перекрили насипною греблею Miguel Hidalgo y Costilla заввишки 81 метр, завдовжки 2735 метрів та завтовшки по гребеню 10 метрів. Вона утримує водосховище з об'ємом 2921 млн м3 (під час повені до 3917 млн м3), в якому припустиме коливання рівня у операційному режимі між позначками 97 та 141 метр НРМ (під час повені до 148 метрів НРМ).
Пригреблевий машинний зал обладнаний трьома турбінами потужністю по 19,8 МВт, які забезпечують виробництво 290 млн кВт-год електроенергії.
Видача продукції відбувається по ЛЕП, розрахованій на роботу під напругою 115 кВ.